# Junge Liberale Österreich
Junge Liberale Österreich, (svenska: Unga Liberaler Österrike) förkortat JuLis, är ett österrikiskt liberalt ungdomsförbund. Förbundet har sina rötter i Liberalen StudentInnen Forum, men grundades i sin nuvarande form 2009, i samband med Europaparlamentsvalet samma år. Organisationen saknar till skillnad från många politiska ungdomsförbund något moderparti, då JuLis inte anser att någon av de Österrikiska partierna representerar samma liberalism som förbundet. Tillsammans med NEOS och Liberales Forum bildade JuLis dock en valallians inför valet till nationalrådet 2013, där de lyckades komma in i nationalrådet.
Förbundets ordförande heter Nikolaus Scherak, och är sedan oktober 2013 ledamot i nationalrådet för NEOS.
JuLis är fullvärdig medlem av de internationella paraplyorganisationerna International Federation of Liberal Youth (IFLRY), Liberal Youth Movement of the European Community (LYMEC) och European Liberal Students Network (ELSN).